# Paul Leubmann von Melk
Paul Leubmann von Melk (* ca. 1410; † 1479 in Wien) war ein österreichischer Theologe, Naturphilosoph und mehrmals Rektor der Universität Wien.
Vermutlich war Paul jüdischer Herkunft. Denn bei der Zulassung zum Bakkalaureat wird er 1427 als Neophitus (Neubekehrter) bezeichnet (um 1400 ist ein Leubman als Mitglied der jüdischen Gemeinde in Mödling nachweisbar, möglicherweise Pauls Vater).
Als Schüler des Astronomen Georg von Peuerbach interessierte sich Paul für die  Himmelskunde und betrieb neben theologischen auch naturwissenschaftliche Studien in Wien. 1430 wurde er Magister artium und 1452 Doctor der Theologie. Von 1430 bis 1450 hielt er Vorlesungen über Grammatik, Mathematik und aristotelische Philosophie.
1442 und 1452 war er Dekan der artistischen und bis 1460 der theologischen Fakultät. Als Rektor der (noch kleinen) Universität fungierte er in den Jahren 1451, 1457, 1461 und 1471.
Pater Leubmann war Mitglied des Ordens der Benediktiner und Dompropst im Stift Melk, später Kanonikus von St. Stephan in Wien. Als solcher nahm er u. a. am Basler Concilium teil und war 1469 auch Abgesandter der Universität bei der Diözesansynode in Passau.

## Schriften
- De Planetis et constellationibus[3]
- Glossa oder Commentarii morale super Ecclesiasticum
- Acta Concilii Basileensis com Bulla Eugenii Papae
- theologische Untersuchung zum Urzustand der Bewohner des Paradieses